# Arizona Robbins
Arizona Robbins est un personnage de fiction de la série télévisée Grey's Anatomy interprété par Jessica Capshaw. Elle apparaît pour la première fois lors de l'épisode 11 de la saison 5. Le Dr Robbins dirige le service de Chirurgie pédiatrique et devint le mentor du Dr Alex Karev dans cette discipline. Plus tard, elle se spécialise également dans la chirurgie fœtale. Son personnage se marie avec le Dr Callie Torres, avec qui elle a une fille (dont le père biologique est Mark Sloan) ce qui permet de représenter la première famille homoparentale au sein des personnages récurrents de la série. Elle déménage à New-York à la fin de la saison 14 pour rejoindre Callie qui y est partie avec leur fille la saison précédente. L’actrice Jessica Capshaw quitte la série à la fin de sa 14e saison (diffusée en 2018), avant un bref retour dans la saison 20.

## Épisodes notables
Ces épisodes sont centrés sur Arizona ou sont par ailleurs très instructifs sur sa vie.
- Vœux pieux (5x11)
- Quand le cœur s’emballe (5x14)
- Invasion (6x05)
- Jouer gros (6x08)
- Aimer, prier, chanter (7x18)
- Là où on doit être (7x20)
- Moment de vérité (8x22)
- La Grande Migration (8x23)
- Le vent tourne (8x24)
- Souviens-toi (9x02)
- Chacun sa bulle (9x04)
- Faits l'un pour l'autre (9x07)
- Coupes claires (9x12)
- Avancer à grands pas (9x18)
- Erreur humaine (10x09)
- À l'abandon (10x15)
- Faire une pause (11x05)
- Jusqu'à mon dernier souffle (11x13)
- On se rencontre enfin (11x14)
- Devine qui vient dîner ? (12x05)
- Perdre ses repères (12x14)
- Être mère (12x22)
- Les Prisonnières (13x10)
- April sauvée des Eaux (14x23)

## Histoire du personnage
Le personnage d’Arizona Robbins apparaît dans 212 épisodes de Grey's Anatomy, chacune de ses apparitions se faisant dans la série mère.
Arizona Robbins est une chirurgienne pédiatrique. Elle était première de sa classe à l'école et chef des résidents lors de ces années d'internat. Elle est lesbienne et a une relation avec Calliope Torres, avec qui elle a une petite fille (Sofia) dont le père biologique est son meilleur ami (Mark Sloan). Ils finissent donc par l'élever tous les trois, puis toutes les deux après la mort de Mark. Par la suite, Arizona et elle tentent d'avoir un deuxième enfant mais après plusieurs tentatives et une fausse couche d'Arizona, elles finissent par renoncer. Dans la saison 11, le couple en difficultés fait appel à un conseiller conjugal. Mais après une pause d'un mois, Callie décide de mettre fin à cette relation. Arizona est toujours amoureuse de Callie et part la rejoindre avec leur fille lorsqu’elle quitte la série 
Le frère d'Arizona est mort à la guerre, ce qu'il l'a profondément touchée. Elle aurait aimé qu'il danse à son mariage. C’est Mark qui la console.

### Saison 5
Arizona apparaît dans l'épisode 11 de la saison 5, travaillant comme chirurgienne pédiatrique sur un cas avec le Dr Bailey, avec qui elle connaît des différends. Elle drague instantanément Callie, et l'embrasse dans les toilettes d'un bar.

### Saison 6
Dans la saison 6, Callie et Arizona sont dans une relation stable, jusqu'à ce que Callie exprime son désir d'avoir des enfants. Arizona, n'en voulant pas, finit par créer des tensions dans leur couple. Elles se séparent donc. Après la fusillade, elle se rend compte que la vie est trop courte et accepte d'avoir des enfants avec elle.

### Saison 7
Arizona gagne une bourse pour aider des enfants en Afrique, et est donc obligée de déménager. Créant des tensions au sein de son couple avec Callie, elles décident d'y aller ensemble. Lors de leur départ à l'aéroport, Arizona comprend que Callie ne désire pas quitter Seattle, et finit donc par la quitter. Elle revient quelques épisodes plus tard en demandant à Callie de lui pardonner. Elle apprend par la suite que celle-ci est enceinte de Mark, son meilleur ami. Elle accepte cette nouvelle avec appréhension, mais est d'accord d'élever cet enfant avec Callie et Mark.
À la fin de la saison, elle est victime d'un accident de voiture avec Callie, au moment où elle la demande en mariage. Celle-ci est gravement blessée et accouche prématurément d'une petite Sofia.
Callie et Sofia se rétablissent, et le mariage a lieu en compagnie de la famille d'Arizona et de leurs amis.

### Saison 8
Pendant cette saison, Arizona se focalise sur la formation d'Alex puisque c'est sa dernière année de résident. Quand celui-ci réussit l'examen et reçoit une offre intéressante à l'hôpital Johns Hopkins, Arizona, folle de rage, prend sa place dans l'avion qui s'écrase à la fin de la saison.

### Saison 9
Alors que l'on croit qu'Arizona décède à la suite de l'accident d'avion dans le premier épisode de la saison, on se rend compte qu'elle y a survécu, mais que Callie sur le point d'amputer la Jambe d'Arizona, en confie la tâche au dernier moment à Karev. Elle décide par la suite de dire à Arizona que c'est elle, puisque Karev essaie déjà de se faire pardonner d'Arizona pour avoir voulu changer d'hôpital. Avec le fait d'avoir voulu aller travailler dans un autre hôpital en plus de l'amputation de sa jambe, Arizona n'aurait jamais pardonner à Karev. Voilà pourquoi Callie le prend sur ses épaules et le garde pour elle. La perte de sa jambe est catastrophique et pendant quelques épisodes elle ne travaille pas. Elle finit par se remettre peu à peu, et la relation avec Callie s'améliore. Même si pendant longtemps elle en veut à Callie. Pendant une grande partie de la saison 9 les deux femmes n'ont pas de relations intimes ce qui refroidit leurs relations. Les deux femmes semblent se rapprocher et l'on pense qu'Arizona reprend donc le fil de sa vie, elle fait partie de l'équipe qui rachète l’Hôpital.
Callie et elle décide d'avoir un second enfant qu'Arizona portera. Elle fait malheureusement une fausse couche et perdra le bébé (on l'apprend dans un flashback de la saison 10). Tous ces événements malheureux accumulés et son PTSD non soigné après le crash font que la chirurgienne pédiatrique perd pied et elle finit par tromper Callie, avec une chirurgienne de passage travaillant avec elle sur un patient, le Dr Lauren Boswell, ce qui achève le couple à la fin de la saison 9.

### Saison 10
Arizona habite seule et garde l'appartement de Callie qui elle, s'est installée chez Meredith et Derek avec Sofia. Mais quelques jours plus tard, Callie vire Arizona de son appartement, où elle vivait jusqu'ici. Callie ne lui pardonne toujours pas. On apprend que quelque temps avant qu'Arizona ne trompe Callie, elle avait fait une fausse couche. Prenant très mal cette nouvelle perte, elle ne comprend pas l'empressement de Callie à vouloir retenter une grossesse si rapidement et le couple souffrira de cette tension.
Après des retrouvailles tendues, Arizona finira par avouer à Callie qu'elle sait que leur réconciliation ne fonctionne pas.
On les redécouvre quelque temps plus tard, en train d'acheter une maison. Malgré les doutes de Callie, Arizona lui assure que cette maison représente un vrai nouveau départ et qu'il vaut le coup de tenter l'aventure, même si elles ne sont sûres de rien.
Alors que les deux femmes se rapprochent, elles décident prématurément de tenter à nouveau d'avoir un second enfant. Callie ne pouvant plus en avoir et Arizona hésitant à retenter l'expérience après sa fausse couche, elles opteront à la fin de la saison pour la GPA.

### Saison 11
Arizona et Callie sont en plein tourment d'amour, elles vont donc voir un conseiller conjugal. Après réflexion elles décident de dormir dans des chambres séparées. Après 1 mois à vivre comme ceci, Callie décide de mettre fin à leur relation en demandant le divorce. Arizona va donc vivre chez Alex et Jo dans l'ancienne maison d'Ellis Grey. Côté chirurgie, elle entame une formation de chirurgie fœtal par le Dr Herman qui lui fera l'équivalent d'un an de formation en cinq mois. Intensification volontaire motivée par le désir de Nicole de donner le flambeau au Dr Robbins avant que celle-ci ne meurt de sa tumeur. Les deux chirurgiennes auront pour patients April Kepner et son bébé âgé de six mois et souffrant d'une ostéogenèse imparfaite de type 2. Dans l'épisode 14, bien que réticente, Arizona pratiquera tout de même sa première intervention en solo pendant que son mentor se fera réséquer sa tumeur cérébrale par le Dr Amelia Sheperd et le Dr Stéphanie Edwards. On saura à la fin de cet épisode que le Dr Herman est aveugle à la suite de l'opération et qu'elle a " choisi le bon cheval " en formant Arizona à sa pratique.

### Saison 12
Dans cette saison Arizona se voit confrontée au fait que Callie ait une nouvelle petite amie, Penny, qu'elle rencontre lors d'un dîner chez Meredith. Elle apprend en même temps que tout le monde que Penny est l'un des médecins qui a tué Derek Sheperd. Son amitié avec April est renforcée et c'est même la première à la soutenir quand April rencontre des problèmes dans son mariage avec Jackson. Elle est là pour elle quand son divorce est prononcé et apprend de la bouche d'April qu'elle est enceinte de Jackson mais qu'elle ne lui a pas dit. Le problème étant qu'April était au courant de cette grossesse au moment de son divorce ce qui inquiète Arizona.
Plus tard, alors que la grossesse d'April évolue, Arizona suit la grossesse. Elle fait les échographies, les tests afin de rassurer Jackson et April sur la santé de ce bébé. Finalement, Arizona décide de ne plus s'occuper de cette grossesse en expliquant à April et Jackson que si elle est leur médecin, elle ne pourra pas être son ami et inversement. Ils décident alors de prendre un autre obstétricien pour garder leur relation avec Arizona.
Sa relation avec Callie ne semble plus aussi conflictuelle et semblerait même s'améliorer. Lorsqu'elle apprend le départ de Callie, elle l'encourage en lui disant que l'amour à distance avec Penny est possible et qu'elle pourra toujours prendre l'avion tous les week-ends pour aller la voir. Or, Callie ne le comprend pas dans ce sens et décide d’emménager avec Penny... et Sofia. Arizona ne voulant pas se séparer de sa fille, elle décide de régler ça avec Callie, mais cela ne mène nulle part. Arizona décide de prendre un avocat pour se battre contre Callie, cette dernière faisant de même.
Alors que la lutte pour la garde approche, Arizona se voit soutenue par Richard qui est prêt à témoigner en sa faveur lors de l'audience. Arizona n'osa pas demander à April et Jackson de témoigner vu qu'ils ont déjà suffisamment de problèmes avec leur bébé à eux. Lors du procès, elle fut accablée de remarques à propos de son travail parce que la défense de Callie essayait de transformer ses forces en faiblesses. Arizona se défendit en disant à l'avocate de Callie qui si pour elle ne pas avoir le même ADN que son enfant voulait dire qu'on était pas ses parents alors elle était inhumaine. Parce qu'elle a accepté la maternité et qu'elle a aimé Sofia de toutes ses forces. C'est son enfant à elle aussi. Pendant son témoignage, elle fut appelée à l'hôpital pour une opération d'urgence visant à sauver une adolescente de 14 ans et de son bébé. Elle subit les foudres du regard incompréhensif de Callie. Pourtant, avant de partir elle précisa une dernière fois que peu importe la personne qui "aura" Sofia, elle sait pertinemment que Sofia ne sera pas détestée ou mal-traitée, car qu'elle soit avec Callie ou elle, Sofia recevra tout l'amour et toute l'affection au monde. Parce qu'elles sont toutes les deux mères.
Finalement, elle finit par sauver la vie de l'adolescente en remettant le bébé dans l'utérus de sa mère et en remplaçant son liquide amniotique, qui était le problème. De plus, le juge trancha en son avantage, Arizona a obtenu la garde de Sofia.
Callie renonce alors à partir avec Penny, n'envisageant pas la vie loin de sa fille. Arizona décide de laisser partir Sofia avec Callie. Elle veut que Sofia ait deux mamans heureuses mais pour cela elle se rend compte que Callie a besoin de vivre avec Penny. Elle demande à Callie de lui amener Sofia certains week-ends et pour les vacances. Callie accepte et prend Arizona dans ses bras.

### Saison 13
Quand Arizona revient de New York (après avoir passé quelques jours chez Callie), on apprend qu'elle sait déjà pour ce qui est arrivé entre Alex et Andrew DeLuca. Ce dernier pense qu'elle le déteste vu que tout le monde le fait et, comme Alex était son élève, qu'elle est du côté de ce dernier, Arizona le prend dans ses bras.
Arizona gronde Alex et lui dit qu'il n'est pas devenu celui qu'elle a formé et qu'elle le reconnaît plus. De plus on apprend qu'elle est en couple avec une nouvelle directrice du programme de résidence, Eliza Minnick. La romance ne durera pas longtemps, Eliza étant renvoyée et quittant la ville sans laisser de trace.